# Awraham Granot
Awraham Granot (hebr.: אברהם גרנות, ang.: Avraham Granot, ur. 19 czerwca 1890 w Fălești (Mołdawia), zm. 5 lipca 1969) – izraelski prawnik i polityk, w latach 1949–1951 poseł do Knesetu z listy Partii Progresywnej (Izrael).
W wyborach parlamentarnych w 1949 po raz pierwszy dostał się do izraelskiego parlamentu. W wyborach w lipcu 1951 ponownie dostał się do Knesetu, ale już 10 września zwolnił mandat poselski, który objął Jeszajahu Foerder.